# Pogonele
Pogonele – wieś w Rumunii, w okręgu Buzău, w gminie Țintești. W 2011 roku liczyła 1537 mieszkańców.